# 137 aC
El 137 aC  va ser un any del calendari romà prejulià. Durant la República i l'Imperi Romà es coneixia com l'Any del Consolat de Lèpid i Mancí o també any 617 Ab urbe condita o de la fundació de la ciutat). L'ús del nom «137 aC» per referir-se a aquest any es remunta a l'alta edat mitjana, quan el sistema Anno Domini va ser el mètode de numeració dels anys més comú a Europa.

## Esdeveniments

### Imperi Selèucida
- Antíoc VII Sidetes, que l'any anterior s'havia casat amb Cleòpatra Tea, esposa de Demetri II Nicàtor, i havia rebut el suport de l'exèrcit selèucida, obté l'adhesió de diverses guarnicions que es mantenien lleials a Diòdot Trifó. Trifó, abandonat pels seus partidaris, fuig a Dor (Fenícia), on queda assetjat. Pot escapar i arriba a Ptolemaida, d'on també ha de fugir i passa a Ortòsia, i després a Apamea, on és altre cop assetjat i on capitula. Capturat, és executat o potser es suïcida.[2]

### República Romana
- Aquest any són elegits cònsols Marc Emili Lèpid Porcina i Gai Hostili Mancí. Els dos cònsols són enviats a Hispània.[3]
- Luci Cassi Longí Ravil·la, tribú de la plebs, proposa la lex Cassia de suffragiis, segona llei tabel·lària que estableix que el poble i els jutges votin en paperetes anomenades tabellis, i no en veu alta, excepte quan es jutjava un crim de Perduellio (alta traïció). Això es fa per garantir la llibertat dels votants.[4]

### Hispània
- Hostili Mancí dirigeix la guerra de Numància i és derrotat diverses vegades[5] i finalment, envoltat per l'enemic, ha de signar la pau amb la intervenció del seu qüestor Tiberi Grac. El tractat reconeix, segons Apià, la independència de Numància i el seu territori. Però el senat romà refusa aquest acord i ordena lliurar el cònsol, als numantins.[6]
- Lèpid Porcina és enviat a Hispània per substituir el seu col·lega Gai Hostili Mancí derrotat pels numantins. Espera reforços, perquè no disposa de prou forces per combatre contra Numància], i decideix atacar els vacceus, dient que han ajudat els numantins. El Senat Romà pensa que vol fer mèrits i envia una delegació perparar el conflicte, però Lèpid ja ha començat l'atac amb el reforç del seu parent Dècim Juni Brut, governador de la Hispània Ulterior.[5]
- Aquest any, (o potser l'any anterior 138 aC) el procònsol Dècim Juni Brutus Gal·laic funda la ciutat de Valentia, actual València, segons diu Titus Livi. L'any anterior, Juni Brutus era cònsol a Hispània, i podria haver fundat Valentia aquell any.[7]

## Necrològiques
- Zhao Tuo, emperador de la Xina.[8]